# Кіран Дауелл
Кіран О'Нілл Дауелл (англ. Kieran O'Neill Dowell; нар. 10 жовтня 1997, Ормскерк, Ланкашир, Англія) — англійський футболіст, атакувальний півзахисник шотландського клубу «Рейнджерс».

## Клубна кар'єра
Вихованець футбольного клубу «Евертон», в систему якого він потрапив у 2005 році у віці 7 років. Дебют футболіста в основному складі «Евертона» відбувся 11 грудня 2014 року, коли Дауелл вийшов на заміну Крістіану Атсу, що отримав травму, на 11-й хвилині матчу Ліги Європи проти російського «Краснодара» (0:1). Після цього єдиного матчу у першій команді в сезоні він підписав свій перший професійний контракт з клубом.
Свій перший матч у Прем'єр-лізі Дауелл зіграв 30 квітня 2016 року, вийшовши на заміну у матчі проти «Борнмута» (2:1), вийшовши на заміну на 87-й хвилині замість Росса Барклі. 15 травня 2016 року у грі «Евертона» проти клубу «Норвіч Сіті» Дауелл вперше у кар'єрі потрапив до стартового складу команди на матч АПЛ і незабаром підписав трирічний контракт із клубом до 2019 року.
У сезоні 2016/17 в основному складі «Евертона» не з'являвся і був членом команди «Евертона U-23», яка виграла Прем'єр-лігу 2, а Кіран провів 22 матчі та забив 5 разів, а у квітні отримав звання Найкращого гравця місяця Прем'єр-ліги 2.
3 серпня 2017 року перейшов у «Ноттінгем Форест» на правах оренди до кінця сезону 2017/18. За сезон взяв участь сумарно у 43 матчах «Ноттінгема» і відзначився 10 забитими голами.
Сезон 2018/19 розпочинав у «Евертоні», проте на поле вийшов лише у двох матчах Кубка ліги. Тому 2 січня 2019 року був відданий в оренду до клубу «Шеффілд Юнайтед». Загалом до кінця сезону за «клинків» зіграв у 16 матчах чемпіонату, у яких відзначився двома забитими голами і допоміг команді вийти до Прем'єр-ліги.
Перед початком сезону 2019/20 на правах сезонної оренди перейшов у «Дербі Каунті», проте основним гравцем не став тому взимку договір оренди був розірваний, після чого Дауелл на правах оренди перейшов до іншого клубу Чемпіоншипу — «Віган Атлетік». 14 липня 2020 року Доуелл зробив хет-трик, коли «Віган» переміг «Галл Сіті» з рахунком 8:0, здобувши найбільшу перемога в історії клубу.
30 липня 2020 року перейшов за 1,5 мільйона фунтів стерлінгів у «Норвіч Сіті», підписавши контракт на 3 роки. 5 вересня 2020 року він забив у своєму дебютному матчі за «Норвіч» у грі Кубка ліги проти «Лутон Тауна» (1:3). За підсумками сезону 2020/21 допоміг команді виграти Чемпіоншип і вийти до Прем'єр-ліги. Там 16 квітня 2022 року Доуелл забив свій дебютний гол у Прем'єр-лізі в матчі проти «Манчестер Юнайтед» (2:3), де він також віддав результативну передачу на одноклубника Теему Пуккі. Тим не менш команді не вдалось втриматись в еліті. Наступного сезону Дауелл був основним гравцем, але у лютому 2023 року отримав травму, через яку не зміг грати до кінця сезону.
Влітку 2023 року перейшов до шотландського клубу «Рейнджерс». 5 серпня 2023 року він дебютував за клуб у стартовому складі гри проти «Кілмарнока» (0:1). 12 серпня 2023 року він забив свій перший гол за «Рейнджерс» під час домашнього матчу чемпіонату проти «Лівінгстона» (4:0).

## Кар'єра у збірній
У 2012—2015 роках виступав за різні юнацькі збірні Англії. З 2016 року почав грати за збірну Англії (до 20 років), у складі якої влітку 2017 року став чемпіоном світу у цій віковій категорії. На турнірі взяв участь у всіх семи матчах англійців та забив один гол.
Після завершення чемпіонату світу Доуелл був викликаний до молодіжної збірної Англії, за яку він дебютував у матчі зі збірною Нідерландів (1:1) 1 вересня 2017 року. Згодом зі збірною був учасником молодіжного чемпіонату Європи 2019 року, де англійці не змогли вийти з групи.

## Досягнення
- Чемпіон Чемпіоншипу Футбольної ліги: 2020/21
- Володар Кубка шотландської ліги: 2023/24

Збірні
- Чемпіон світу серед гравців до 20 років: 2017